# Сен-Мартен (владение Франции)
Сен-Марте́н (фр. Collectivité de Saint-Martin) — заморское сообщество Франции, занимающее северную часть Сен-Мартен и ряд прилегающих островов, образовано 22 февраля 2007 года. Ранее его территория входила в состав заморского департамента Франции Гваделупа.
Валюта — Евро. Домен — .mf
Площадь — 53,2 км², население в 2014 году — 35 107 человек. Столица — Мариго (5,7 тыс.).

## География

Карта острова Святого Мартина

Остров расположен в северной части Наветренных островов, в 8 км южнее острова Ангилья, принадлежащего Великобритании.
Сен-Мартен сложен вулканическими породами, холмист, наивысшая точка — 424 м. Остров находится в районе повышенной сейсмической активности.
Климат — тропический, пассатный. Средняя годовая температура 27 °C. Осадков — около 900 мм в год. Источников пресной воды нет. Первичная естественная растительность почти полностью уничтожена людьми. Сен-Мартен граничит на юге с Синт-Мартеном, на западе и северо-западе — по морю граничит с Ангильей, на востоке — морская граница с Сен-Бартельми.

## История
Остров был открыт Христофором Колумбом в 1493 году, однако испанцы не стали его осваивать.
В 1631 году голландцы высадились на острове и стали разрабатывать запасы соли на нём. В 1633 году Испания заявила о своих претензиях на этот остров, однако затем уступила его Нидерландам и Франции, поделившим Сен-Мартен в 1648 году. Франция стала владеть северной частью острова (короткое время также при участии Мальтийского ордена в ходе госпитальерской колонизации Америки), включив затем эту территорию в состав колонии Гваделупа.
В XVIII веке на острове стали создавать плантации сахарного тростника, для работы на них завозились негры-рабы из Африки. Рабство было отменено французскими властями только в 1848 году.

## Население
| Численность населения | Численность населения | Численность населения | Численность населения | Численность населения | Численность населения | Численность населения | Численность населения | Численность населения | Численность населения |
| 1962                  | 1967                  | 1974                  | 1982                  | 1990                  | 1999                  | 2007                  | 2010                  | 2011                  | 2012                  |
| --------------------- | --------------------- | --------------------- | --------------------- | --------------------- | --------------------- | --------------------- | --------------------- | --------------------- | --------------------- |
| 4001                  | ↗5061                 | ↗6191                 | ↗8072                 | ↗28 518               | ↗29 112               | ↗35 925               | ↗36 979               | ↘36 286               | ↘35 742               |
| 2013                  | 2014                  | 2017                  | 2018                  | 2019                  |                       |                       |                       |                       |                       |
| ↘35 594               | ↘35 107               | ↗35 334               | ↘34 065               | ↘32 489               |                       |                       |                       |                       |                       |

Этно-расовый состав: мулаты, негры, гваделупские метисы (франко-индейского происхождения), белые, индейцы.
Языки: французский (официальный), а также английский, патуа (креольский на основе французского), испанский, папьяменто (креольский на основе испанского, португальского и нидерландского).
Религии: в основном католики, а также свидетели Иеговы, протестанты, индуисты.

## Экономика
Хозяйственная деятельность концентрируется на обслуживании туристов.
Сельское хозяйство не развито из-за отсутствия источников пресной воды, в небольших масштабах ведётся рыболовство.
Практически всё продовольствие, а также промышленные товары и топливо — импортируются.